# Le Descendant du léopard blanc
Pour plus de détails, voir Fiche technique et Distribution.
Le Descendant du léopard blanc (Потомок Белого Барса, Potomok belogo barsa) est un film soviétique réalisé par Tolomouch Okeev, sorti en 1985.

## Fiche technique
- Titre français : Le Descendant du léopard blanc[1]
- Titre original : Потомок Белого Барса (Potomok belogo barsa)
- Réalisation : Tolomouch Okeev
- Scénario : Mar Bajdzhiyev et Tolomouch Okeev
- Musique : Murat Begaliyev
- Photographie : Nurtai Borbiyev
- Montage : R. Shershnyova
- Société de production : Kirghizfilm
- Pays :  Union soviétique
- Genre : Aventure
- Durée : 134 minutes
- Dates de sortie : 
  -  Union soviétique : avril 1985

## Distribution
- Dokhdurbek Kydyraliyev : Koshoshash
- Aliman Zhankorozova : Saikal
- Doskhan Zholzhaksynov : Mundusbai
- Gulnara Alimbayeva : Aike
- Ashir Chokubayev : Kassen
- Marat Zhanteliyev : Sayak
- Jamal Seidakmatova : Begaim
- Gulnara Kydyraliyeva : Sulaika
- K. Akmatova : Batma
- Ajbek Kydyraliyev : Kalygul
- Akyl Kulanbayev : Karypbai
- Svetlana Chebodayeva-Chaptykova : Sonun
- S. Kababayev : Bijaly
- Ali Mukhammad : Sultanbek
- Raimbai Seitov : Bakass
- Dinmukhamet Akhimov : marchand
- Aleksei Arashtayev : marchand
- Denizbek Chalapinov

## Distinctions
Le film a été présenté en sélection officielle en compétition lors de Berlinale 1985.